# Claude de Montmorency-Fosseux
 (février 2015).
Si vous disposez d'ouvrages ou d'articles de référence ou si vous connaissez des sites web de qualité traitant du thème abordé ici, merci de compléter l'article en donnant les références utiles à sa vérifiabilité et en les liant à la section « Notes et références ».
Pour les autres membres de la famille, voir Maison de Montmorency.
Claude de Montmorency-Fosseux (1507-1546), baron de Fosseux en Artois et de Hauteville/Auteville, et sire de Fosseuse/Baillet-sur-Esches en Beauvaisis, est un gentilhomme de la Renaissance issu de l'illustre maison de Montmorency. Il acquiert Bouteville après 1531 sur le roi François Ier.

## Biographie
Il est le fils de Rolland de Montmorency-Fosseux et de son épouse, Louise d'Orgemont de Méry, arrière-petite-fille de Guillaume d'Orgemont de Méry, le dernier fils du chancelier Pierre.

## Ascendance
Hugues Capet →  Robert II de France → Henri Ier de France → Philippe Ier de France → Louis VI de France → Robert Ier de Dreux → Alix de Dreux → Gertrude de Nesle-Soissons → Bouchard V de Montmorency → Mathieu III de Montmorency → Mathieu IV de Montmorency → Jean Ier de Montmorency → Charles de Montmorency → Jacques de Montmorency → Jean II de Montmorency → Louis de Montmorency-Fosseux → Rolland de Montmorency-Fosseux → Claude de Montmorency-Fosseux

## Mariage et descendance
Le 29 décembre 1522, il épouse Anne d'Aumont, dame de Méru, Crèvecœur, et Thury en partie  (voir aux articles Dangu et Thury la transmission de ces fiefs), dont il aura :  
- Pierre, baron de Fosseux en Artois (qu'il vend le 24 juillet 1577 à Jean d'Hénin de Cuvilliers), puis de Fosseux/Fosseuse (Baillet-sur-Esches en Beauvaisis) : suite des Montmorency-Fosseux, plus tard ducs de Montmorency-(Beaufort) en succession féminine des Montmorency-Piney-Luxembourg ci-après ;
- François Ier, seigneur de Hallot : souche des Montmorency-Bouteville, ducs de Piney-Luxembourg puis ducs de Montmorency-(Beaufort) ;
- Charles, abbé de Lannoy ;
- Georges, seigneur d'Aumont et La Neuville (fief des d'Aumont, sa famille maternelle ; Postérité) ;
- Claude, abbesse de Ressons ;
- Charlotte, dame d'Ézanville ;
- Geneviève, dame de Bezit, x 1° 1562 Gilles de Pellevé, seigneur de Rebetz (à Chaumont ; fils de Thomas II de Pellevé ; † 1567 à la bataille de St-Denis ; Postérité), et 2° 1576 son cousin Jean (II) de Rouvroy de Saint-Simon seigneur d’Hédouville (fils de Jean Ier, sire de Flavy et d'Hédouville, et de Louise, fille de Rolland de Montmorency-Fosseux ; d'où une fille, Charlotte de Rouvroy dame d'Hédouville, x Charles de Pertuis de Vosseaux) ;
- Françoise, religieuse ;
- Claude, religieuse.